# Séraphine Okemba

a Compétitions nationales et continentales officielles uniquement.

b Matchs officiels uniquement.
Dernière mise à jour le 19 novembre 2021.
Grace Séraphine Okemba, née le 3 décembre 1995 à Dreux, est une joueuse internationale de rugby à XV et à sept française. Elle joue au Lyon OU.

## Carrière
Séraphine Okemba fait partie de l'équipe de France médaillée d'argent lors du tournoi féminin de rugby à sept aux Jeux olympiques d'été de 2020 à Tokyo,.
En 2024, elle de nouveau est sélectionnée pour participer aux Jeux olympiques, au Stade de France à Paris, mais les Bleues s'inclinent en quart de finale face au Canada.

## Palmarès

### En équipe de France
Rugby à sept
- Jeux olympiques
  -  Médaille d'argent aux Jeux olympiques d'été de 2020

### Distinction personnelle
- Nuit du rugby 2021 : élue meilleure internationale française de rugby à sept pour la saison 2020-2021[4].
- Nuit du rugby 2024 : élue meilleure internationale française pour la saison 2023-2024

## Décorations
- Chevalier de l'ordre national du Mérite (décret du 8 septembre 2021)[5]